# The Kid (Band)
The Kid ist eine schwedische Electropop-Band. Sie wurde 2003 in der Valand Kunstakademie in Göteborg gegründet. Drei der vier Mitglieder kommen aus Småland. Die Bandmitglieder sind Mary-Anne, Frida, Patrik und Johan.

## Diskografie

### Alben
- 2006 – La société nouvelle
- 2009 – Transient Blood

### Singles
- 2005 – Kitclub Hotel
- 2006 – Portion Control